# Cutie Pai
Cutie Pai（キューティーパイ）は「自分達でやれる事はなんでもやろう！」というコンセプトの元、作詞・作曲と一部の編曲、ステージの振り付け、CD作成、主催イベント企画など全てをセルフプロデュースで行う『DIYスタイル』のアイドルユニット。
結成は2001年4月。デビュー以来数回のメンバーの加入・卒業を経て、現在はまゆちゃん1人によるソロプロジェクトとして継続されている。
2019年4月1日より、ユニット名が「Cutie Pai」から「CUTIEPAI」表記に正式変更された。

## 概要
『おもちゃ箱の向こうにある国、キューティーらんどの神様ジェペットじいさんに作られ、おもちゃたちが抱く人間への感謝の気持ちを伝えるために人間界にやってきた魔法のお人形』というキャラ設定の元でパフォーマンスを繰り広げるアイドルユニット。
ユニット名はデビューしてまもなく公募により「Cutie Pai」に決まった。実際は「Cutie Pie」の予定だったが，発表する時にスペルミスをしてしまいそのまま使用したという経緯がある。

## メンバー
- まゆちゃん：作詞・作曲担当。『おうたの魔法のお人形』。ライブではmicroKORGを演奏していたが、現在は2021年4月24日にメイニア（ファン一同）から20周年祝として贈られたKORG RK-100S 2 のREDを愛用している。

## 元メンバー
- Aina(Hiron)：2001年4月～2001年6月
- みゆう(永井かすみ)：2001年4月～2002年4月
- モモセ(ももせまちこ)：2002年5月～2003年2月
- マッキー(巻口容子)：2001年4月～2006年7月
- きわサン[2](ki☆ki)：2006年7月～2008年9月 『おどりの魔法』を使えるお人形。ロングヘアーとリボンがトレードマーク。
- チッチ(にしむらちえこ)：2006年7月～2009年3月　『がんばり屋さんの魔法』のお人形。2匹の蝶のとまったアフロがトレードマーク。
- 109サン(徳永未夢)：2008年10月～2009年7月[3]
- Kaori★n(Kaori'n):2009年5月～12月31日
- スージー(三森すずこ)：2009年7月～10月
- キャンディー(YUKIMI)：2009年12月～2010年9月
- eyeタソ[4]：『映像の魔法のお人形』。まゆちゃんのお友だち。ライブではVJを担当。2009年5月～
- メリーさん：2011年5月～2011年12月

## Biography

### 2001年
- 4月 声優ユニット企画KiraKira☆メロディ学園のメンバーだった、まゆちゃん(神咲まゆみ)、マッキー(巻口容子)、Aina(Hiron)、みゆう(永井かすみ)が同企画終了後、独自に活動をスタート

ユニット名を公募 
- 5月 ユニット名Cutie Paiに決定
- 6月 Aina卒業

### 2002年
- 4月 みゆう卒業
- 5月 モモセ（ももせまちこ）仲間入り

### 2003年
- 2月 モモセ卒業
- 7月 名古屋ナディアパーク ヤマギワソフトにてCD発売イベント
- 7月 ドイツ・コブレンツ「Animagic2003」に出演

### 2004年
- 4月 初のテレビ司会レギュラー「音楽詩人」スタート
- 6月 ドイツのSONYからコンピレーションアルバム「animission」発売
- 7月 ドイツ・コブレンツ「Animagic2004」に2年連続出演

### 2005年
- 11月 京都ライブハウス×2、京都大学学園祭にライブ出演

### 2006年
- 4月 きわサンが仲間入り
- 5月 名古屋でライブ出演
- 6月 マッキーVJ宣言、チッチ仲間入り
- 7月 マッキー卒業
- 10月 大阪でライブ出演

### 2007年
- 1月～12月 ソフマップ（旧ヤマギワソフト）にて"777"トリプルセブン毎月開催
- 9月 名古屋ナディアパーク ヤマギワソフトにてCD発売イベント
- 12月 ソフマップアミューズメント館にてCD発売イベント

### 2008年
- 4月27日 Youtubeに「Cutie Paiチャンネル」が誕生。
- 5月 ソフマップアミューズメント館にてCD発売イベント
- 5月 ソフマップナディアパーク店（名古屋）にてCD発売イベント
- 5月 まゆちゃん、きわサン、チッチ3人になってからの初めてのフルアルバム「Cutie MANIA」発売
- 6月 まゆちゃん 「勝ち抜き!アイドル天国!!ヌキ天」イベントヌキフェスに楽曲を提供
- 6月 まゆちゃん 森沢音、中澤優子ユニット「Cu+Be」に3曲楽曲提供（作詞・作曲）
- 6月 きわサン　同ユニットに振り付け担当
- 6月 まゆちゃん *「勝ち抜き!アイドル天国!!ヌキ天-ヌキフェス」ヌキ天オリジナル曲「星屑ロマンス」楽曲提供（作詞・作曲）
- 9月 きわサン9月6日高円寺HIGHでのライブを最後に卒業
- 10月 卒業したきわサンの助っ人として徳さん臨時加入。
- 10月 名古屋ダイアモンドホール、GSP STUDIOにてライブ出演。

### 2009年
- 2月 まゆちゃん　音楽ゲーム「pop'n music17」の楽曲「Le départ à L'Alpe-d'Huez」にスキャットで参加。（稼動自体は3月に延期）
- 3月 チッチ3月7日高円寺HIGHでのライブを最後に卒業
- 5月 Kaori★n、eyeタソ加入。
- 6月15日 TwitterでCutie Pai Officialアカウントを開設。
- 7月 スージーこと三森 すずこが加入。
- 9月26日 大阪でライブ出演
- 10月 スージー卒業。
- 12月23日 キャンディー加入。
- 12月31日 Kaori★n 高円寺HIGHでのライブを最後に卒業

### 2010年
- 3月24日 cutieラジオが終了。全174回。
- 9月17日 キャンディー 高円寺HIGHでのライブを最後に卒業
- (時期不詳)
- eyeタソが卒業。

### 2011年
- 5月 渋谷Star loungeで行われた「TOKYO ELEPORT 001」でメリーさん参加。
- 9月7日 ニコニコ生放送 「Cutie Paiのまゆちゃんねる」開始日。
- 10月26日 福井県眼鏡協会公認のメガネっ娘アイドルに認定される。
- 12月25日 メリーさん、三軒茶屋 HEAVEN'S DOORでのライブを最後に卒業、ソロ・プロジェクトに移行。

### 2012年
- 1月26日 「Cutie Paiのまゆちゃんねる」が公式チャンネルに昇格。
- 2月17日 公式ブログをAmebloにお引越し。
- 7月16日 サマソニ二次審査通過ならず。
- 7月27日 Youtubeにて、30分ちょっとの生放送お試し配信。
- 9月17日 さばえめがねまつりで「福井県眼鏡協会 めがね大使」に任命される。

### 2014年
- 4月1日　まゆちゃん「ハッピーロード大山商店街」公認アイドルに就任。

### 2017年
- 「しろめちゃんとおまめさん」のテーマソング「しろめちゃんのうた」(作詞・作曲・編曲・歌)を 担当し 2019 年 11 月現在までに 累計1,500 万回再生以上を記録し、話題となる。

### 2018年
- 3月、東京駅八重洲地下街にある東京駅一番街の人気ゾーン「東京キャラクターストリート」の 10 周年アニバーサリーソングを歌唱。
- 11月、大塚製薬 オロナミンC 元気ハツラツダンス動画！の「女子高生篇」「大村崑篇」を歌唱。

### 2022年
- 4月、ハッピーロード大山商店街の公認アイドルから公認ハッピーアンバサダーに就任。

## ディスコグラフィ

### シングル
| #      | 発売日   | タイトル                                           | 収録曲                                                      | メンバー                          | 備考                                                            |
| 2002年 | 2002年   | 2002年                                             | 2002年                                                      | 2002年                            | 2002年                                                          |
| ------ | -------- | -------------------------------------------------- | ----------------------------------------------------------- | --------------------------------- | --------------------------------------------------------------- |
| 1      | 9月10日  | reflection love                                    | reflection love                                             | まゆちゃん、マッキー、モモセ      | G-onらいだーす 挿入歌                                           |
| 1      | 9月10日  | reflection love                                    | Yell!                                                       | まゆちゃん、マッキー、モモセ      | G-onらいだーす 第13話エンディングテーマ                         |
| 2003年 |          |                                                    |                                                             |                                   |                                                                 |
| 2      | 1月13日  | Hello!! Cutie Pai                                  | Hello!! Cutie Pai                                           | まゆちゃん、マッキー、モモセ      |                                                                 |
| 2      | 1月13日  | Hello!! Cutie Pai                                  | 恋の季節と君と僕                                            | まゆちゃん、マッキー、モモセ      |                                                                 |
| 3      | 4月20日  | たまにはこんな恋のはじまり                         | たまにはこんな恋のはじまり                                  | まゆちゃん、マッキー              |                                                                 |
| 3      | 4月20日  | たまにはこんな恋のはじまり                         | ライフ                                                      | まゆちゃん、マッキー              |                                                                 |
| 2004年 |          |                                                    |                                                             |                                   |                                                                 |
| 4      | 10月28日 | キャンディトレイン特急                             | 新しい日                                                    | まゆちゃん、マッキー              |                                                                 |
| 4      | 10月28日 | キャンディトレイン特急                             | 東京リフレイン                                              | まゆちゃん、マッキー              |                                                                 |
| 4      | 10月28日 | キャンディトレイン特急                             | 新しい日 -Remix ver.-                                       | まゆちゃん、マッキー              |                                                                 |
| 2006年 |          |                                                    |                                                             |                                   |                                                                 |
| 5      | 10月7日  | まゆきわチッ！                                     | Hello!! Cutie Pai                                           | まゆちゃん、きわサン、チッチ      |                                                                 |
| 5      | 10月7日  | まゆきわチッ！                                     | 電撃マ王サマ                                                | まゆちゃん、きわサン、チッチ      |                                                                 |
| 5      | 10月7日  | まゆきわチッ！                                     | Yell -キラキラのマホウにのせて-                             | まゆちゃん、きわサン、チッチ      |                                                                 |
| 5      | 10月7日  | まゆきわチッ！                                     | 電撃マ王サマ お世話になってますRemix                        | まゆちゃん、きわサン、チッチ      |                                                                 |
| 2007年 |          |                                                    |                                                             |                                   |                                                                 |
| 6      | 1月21日  | 僕のニャンコ／snow rondo                           | 新年のご挨拶                                                | まゆちゃん、きわサン、チッチ      |                                                                 |
| 6      | 1月21日  | 僕のニャンコ／snow rondo                           | 僕のニャンコ                                                | まゆちゃん、きわサン、チッチ      |                                                                 |
| 6      | 1月21日  | 僕のニャンコ／snow rondo                           | snow rondo                                                  | まゆちゃん、きわサン、チッチ      |                                                                 |
| 7      | 2月18日  | おでかけまゆちゃん                                 | おでかけまゆちゃん                                          | まゆちゃん                        |                                                                 |
| 7      | 2月18日  | おでかけまゆちゃん                                 | オヤスミまゆちゃん                                          | まゆちゃん                        |                                                                 |
| 8      | 3月18日  | cosmic少女／プラモガ                               | cosmic少女                                                  | まゆちゃん、きわサン、チッチ      |                                                                 |
| 8      | 3月18日  | cosmic少女／プラモガ                               | プラモガ                                                    | まゆちゃん、きわサン、チッチ      |                                                                 |
| 9      | 4月22日  | 小っちゃな翼                                       | 小っちゃな翼                                                | まゆちゃん、きわサン、チッチ      |                                                                 |
| 10     | 5月13日  | こんなきわサンですが、ヨロシクね♪                  | こんなきわサンですが、ヨロシクね♪                           | きわサン                          |                                                                 |
| 10     | 5月13日  | こんなきわサンですが、ヨロシクね♪                  | こんなきわサンですが、ヨロシクね♪ -Remix ver.-              | きわサン                          |                                                                 |
| 11     | 6月24日  | 雨のLove Song                                      | 雨のLove Song                                               | チッチ                            |                                                                 |
| 11     | 6月24日  | 雨のLove Song                                      | きわサンの雨のLove Song                                     | きわサン                          |                                                                 |
| 12     | 7月15日  | たまにはこんな恋のはじまり／ノン・ノンプレイボーイ | たまにはこんな恋のはじまり                                  | まゆちゃん、きわサン、チッチ      |                                                                 |
| 12     | 7月15日  | たまにはこんな恋のはじまり／ノン・ノンプレイボーイ | ノン・ノンプレイボーイ                                      | まゆちゃん、きわサン、チッチ      |                                                                 |
| 13     | 8月26日  | 太陽になりたい                                     | 太陽になりたい                                              | まゆちゃん、きわサン、チッチ      |                                                                 |
| 14     | 9月17日  | ミュージック・ランデヴー                           | ミュージック・ランデヴー                                    | まゆちゃん、きわサン、チッチ      |                                                                 |
| 14     | 9月17日  | ミュージック・ランデヴー                           | ミュージック・ランデヴー キューティーリズムマニアリミックス | まゆちゃん、きわサン、チッチ      |                                                                 |
| 15     | 10月8日  | 70'                                                | 70'                                                         | まゆちゃん、きわサン、チッチ      |                                                                 |
| 15     | 10月8日  | 70'                                                | 70' ブレイクビーツ・リミックス                              | まゆちゃん、きわサン、チッチ      |                                                                 |
| 16     | 11月24日 | グラスター                                         | グラスター                                                  | まゆちゃん、きわサン、チッチ      | 携帯小説「トキカケ」イメージソング                              |
| 16     | 11月24日 | グラスター                                         | グラスター 銀河Remix                                        | まゆちゃん、きわサン、チッチ      |                                                                 |
| 17     | 12月24日 | eve                                                | eve                                                         | まゆちゃん、きわサン、チッチ      |                                                                 |
| 2009年 |          |                                                    |                                                             |                                   |                                                                 |
| 18     | 7月30日  | スピカ                                             | スピカ                                                      | まゆちゃん、スージー              | 2010年7月からオトナオンフルで着うた配信開始(2013年サービス終了) |
| 19     | 10月10日 | テクノ＊ドール                                     | テクノ＊ドール                                              | まゆちゃん、スージー              | つくばテレビ「次世代アイドルツクール」エンディングテーマ        |
| 2010年 |          |                                                    |                                                             |                                   |                                                                 |
| 20     | 2月17日  | MAGNET LOVE                                        | MAGNET LOVE                                                 | まゆちゃん、キャンディー          |                                                                 |
| 21     | 5月15日  | SA                                                 | SA                                                          | まゆちゃん、eyeタソ、キャンディー |                                                                 |
| 2012年 |          |                                                    |                                                             |                                   |                                                                 |
| 22     | 2月12日  | Trancetic Mode                                     | Trancetic Mode                                              | まゆちゃん                        |                                                                 |
| 2013年 |          |                                                    |                                                             |                                   |                                                                 |
| 23     | 1月13日  | 星屑ロマンス                                       | 星屑ロマンス                                                | まゆちゃん                        |                                                                 |
| 23     | 1月13日  | 星屑ロマンス                                       | 雨のLove Song                                               | まゆちゃん                        |                                                                 |
| 24     | 11月13日 | ラヴちゅるり                                       | ラヴちゅるり                                                | まゆちゃん                        |                                                                 |
| 24     | 11月13日 | ラヴちゅるり                                       | ずっと、ぎゅっと                                            | まゆちゃん                        | 森永製菓のキャラクターぬ〜ぼ〜のイメージソング                  |
| 2016年 |          |                                                    |                                                             |                                   |                                                                 |
| 25     | 7月6日   | THIS IS MEGANE                                     | THIS IS MEGANE                                              | まゆちゃん                        |                                                                 |
| 25     | 7月6日   | THIS IS MEGANE                                     | MUSIC RENDEZVOUS                                            | まゆちゃん                        |                                                                 |
| 25     | 7月6日   | THIS IS MEGANE                                     | THIS IS MEGANE -認定眼鏡士 ver.-                            | まゆちゃん                        |                                                                 |
| 2018年 |          |                                                    |                                                             |                                   |                                                                 |
| 26     | 9月25日  | メガネmyboy TYPE-A                                 | メガネmyboy                                                 | まゆちゃん                        |                                                                 |
| 26     | 9月25日  | メガネmyboy TYPE-A                                 | THIS IS MEGANE -CANDLES Remix-                              | まゆちゃん                        |                                                                 |
| 27     | 9月25日  | メガネmyboy TYPE-B                                 | メガネmyboy                                                 | まゆちゃん                        |                                                                 |
| 27     | 9月25日  | メガネmyboy TYPE-B                                 | miss you                                                    | まゆちゃん                        |                                                                 |

### アルバム
| #      | 発売日   | タイトル                 | 収録曲                                                 | メンバー                                                       | 備考   |
| 2004年 | 2004年   | 2004年                   | 2004年                                                 | 2004年                                                         | 2004年 |
| ------ | -------- | ------------------------ | ------------------------------------------------------ | -------------------------------------------------------------- | ------ |
| 1      | 10月28日 | キャンディトレイン       | Hello!! Cutie Pai                                      | まゆちゃん、マッキー                                           |        |
| 1      | 10月28日 | キャンディトレイン       | 満月の掟                                               | まゆちゃん、マッキー                                           |        |
| 1      | 10月28日 | キャンディトレイン       | 東京リフレイン                                         | まゆちゃん、マッキー                                           |        |
| 1      | 10月28日 | キャンディトレイン       | ライフ                                                 | まゆちゃん、マッキー                                           |        |
| 1      | 10月28日 | キャンディトレイン       | 僕の星                                                 | まゆちゃん、マッキー                                           |        |
| 1      | 10月28日 | キャンディトレイン       | キミはあたしのモノ                                     | まゆちゃん、マッキー                                           |        |
| 1      | 10月28日 | キャンディトレイン       | 友達じゃない                                           | まゆちゃん、マッキー                                           |        |
| 1      | 10月28日 | キャンディトレイン       | orange tea                                             | まゆちゃん、マッキー                                           |        |
| 1      | 10月28日 | キャンディトレイン       | 新しい日                                               | まゆちゃん、マッキー                                           |        |
| 1      | 10月28日 | キャンディトレイン       | たまにはこんな恋のはじまり                             | まゆちゃん、マッキー                                           |        |
| 1      | 10月28日 | キャンディトレイン       | 恋の季節と君と僕                                       | まゆちゃん、マッキー                                           |        |
| 1      | 10月28日 | キャンディトレイン       | キャンディトレイン                                     | まゆちゃん、マッキー                                           |        |
| 2005年 |          |                          |                                                        |                                                                |        |
| 2      | 11月23日 | 左がまゆちゃん右マッキー | ファーブル恋の観察記                                   | まゆちゃん、マッキー                                           |        |
| 2      | 11月23日 | 左がまゆちゃん右マッキー | たまにはこんな恋のはじまり                             | まゆちゃん、マッキー                                           |        |
| 2      | 11月23日 | 左がまゆちゃん右マッキー | 赤いウサギ                                             | まゆちゃん、マッキー                                           |        |
| 2      | 11月23日 | 左がまゆちゃん右マッキー | switch                                                 | まゆちゃん、マッキー                                           |        |
| 2      | 11月23日 | 左がまゆちゃん右マッキー | 恋の季節と君と僕                                       | まゆちゃん、マッキー                                           |        |
| 2      | 11月23日 | 左がまゆちゃん右マッキー | 板橋蕾                                                 | マッキー                                                       |        |
| 2      | 11月23日 | 左がまゆちゃん右マッキー | おでかけまゆちゃん                                     | まゆちゃん                                                     |        |
| 2      | 11月23日 | 左がまゆちゃん右マッキー | 70'                                                    | まゆちゃん、マッキー                                           |        |
| 2      | 11月23日 | 左がまゆちゃん右マッキー | おもちゃのワルツ                                       | まゆちゃん、マッキー                                           |        |
| 2      | 11月23日 | 左がまゆちゃん右マッキー | cutieキュッキュッ体操                                  | まゆちゃん、マッキー                                           |        |
| 2007年 |          |                          |                                                        |                                                                |        |
| 3      | 6月24日  | Cutie Pai                | 僕のニャンコ -ニャーニャー ver.-                       | まゆちゃん、きわサン、チッチ                                   |        |
| 3      | 6月24日  | Cutie Pai                | おでかけまゆちゃん -on the TV-                         | まゆちゃん                                                     |        |
| 3      | 6月24日  | Cutie Pai                | cosmic少女 -first demo-                                | まゆちゃん、きわサン、チッチ                                   |        |
| 3      | 6月24日  | Cutie Pai                | 小っちゃな翼 -青春なう！-                              | まゆちゃん、きわサン、チッチ                                   |        |
| 3      | 6月24日  | Cutie Pai                | こんなきわサンですが、ヨロシクね♪ -隠れたパイナップル- | きわサン                                                       |        |
| 3      | 6月24日  | Cutie Pai                | Hello!! Cutie Pai -Live ver.-                          | まゆちゃん、きわサン、チッチ                                   |        |
| 3      | 6月24日  | Cutie Pai                | ライフ -Live ver.-                                     | まゆちゃん、きわサン、チッチ                                   |        |
| 3      | 6月24日  | Cutie Pai                | Yell! -Live ver.-                                      | まゆちゃん、きわサン、チッチ                                   |        |
| 3      | 6月24日  | Cutie Pai                | うれしいバースディ                                     | まゆちゃん、きわサン、チッチ                                   |        |
| 2008年 |          |                          |                                                        |                                                                |        |
| 4      | 5月17日  | Cutie MANIA              | 小っちゃな翼                                           | まゆちゃん、きわサン、チッチ                                   |        |
| 4      | 5月17日  | Cutie MANIA              | たまにはこんな恋のはじまり                             | まゆちゃん、きわサン、チッチ                                   |        |
| 4      | 5月17日  | Cutie MANIA              | ミュージック・ランデヴー                               | まゆちゃん、きわサン、チッチ                                   |        |
| 4      | 5月17日  | Cutie MANIA              | 70'                                                    | まゆちゃん、きわサン、チッチ                                   |        |
| 4      | 5月17日  | Cutie MANIA              | ノン・ノンプレイボーイ                                 | まゆちゃん、きわサン、チッチ                                   |        |
| 4      | 5月17日  | Cutie MANIA              | グラスター                                             | まゆちゃん、きわサン、チッチ                                   |        |
| 4      | 5月17日  | Cutie MANIA              | 太陽になりたい                                         | まゆちゃん、きわサン、チッチ                                   |        |
| 4      | 5月17日  | Cutie MANIA              | 美人形                                                 | まゆちゃん、きわサン、チッチ                                   |        |
| 4      | 5月17日  | Cutie MANIA              | cosmic少女                                             | まゆちゃん、きわサン、チッチ                                   |        |
| 4      | 5月17日  | Cutie MANIA              | イエスノウ                                             | まゆちゃん、きわサン、チッチ                                   |        |
| 4      | 5月17日  | Cutie MANIA              | プラモガ                                               | まゆちゃん、きわサン、チッチ                                   |        |
| 2010年 |          |                          |                                                        |                                                                |        |
| 5      | 12月22日 | お人形と魔法のレストラン | オープン                                               |                                                                |        |
| 5      | 12月22日 | お人形と魔法のレストラン | テクノ＊ドール                                         | まゆちゃん、スージー                                           |        |
| 5      | 12月22日 | お人形と魔法のレストラン | トゥルルンテレフォン                                   | まゆちゃん、キャンディー                                       |        |
| 5      | 12月22日 | お人形と魔法のレストラン | SA                                                     | まゆちゃん、eyeタソ、キャンディー                              |        |
| 5      | 12月22日 | お人形と魔法のレストラン | スピカ                                                 | まゆちゃん、スージー                                           |        |
| 5      | 12月22日 | お人形と魔法のレストラン | プラモガ                                               | まゆちゃん、eyeタソ、キャンディー                              |        |
| 5      | 12月22日 | お人形と魔法のレストラン | Desktop my Girl                                        | まゆちゃん、スージー                                           |        |
| 5      | 12月22日 | お人形と魔法のレストラン | Yellow                                                 | まゆちゃん                                                     |        |
| 5      | 12月22日 | お人形と魔法のレストラン | MAGNET LOVE                                            | まゆちゃん、eyeタソ、キャンディー                              |        |
| 5      | 12月22日 | お人形と魔法のレストラン | プロペラ                                               | まゆちゃん、きわサン、Kaori★n                                  |        |
| 5      | 12月22日 | お人形と魔法のレストラン | eve                                                    | まゆちゃん、きわサン、eyeタソ、Kaori★n、スージー、キャンディー |        |
| 5      | 12月22日 | お人形と魔法のレストラン | クローズ                                               |                                                                |        |

### その他のアルバム
| #                    | 発売日  | タイトル  | 収録曲                       | メンバー                      | 備考         |
| 2012年               | 2012年  | 2012年    | 2012年                       | 2012年                        | 2012年       |
| -------------------- | ------- | --------- | ---------------------------- | ----------------------------- | ------------ |
|                      | 8月25日 | みくPai！ | みくPai！まずは発生練習☆     | 初音ミク＆まゆちゃん          | by IMA☆YOU P |
| Desktop my Girl      | 8月25日 | みくPai！ | 初音ミク                     | by IMA☆YOU P                  |              |
| テクノ＊ドール       | 8月25日 | みくPai！ | 初音ミク＆巡音ルカ           | by IMA☆YOU P ＆銀河ドロップス |              |
| スピカ               | 8月25日 | みくPai！ | 初音ミク＆巡音ルカ           | by IMA☆YOU P ＆銀河ドロップス |              |
| SA                   | 8月25日 | みくPai！ | 初音ミク＆鏡音リン・レン     | by IMA☆YOU P ＆銀河ドロップス |              |
| Yellow               | 8月25日 | みくPai！ | 初音ミク                     | by IMA☆YOU P ＆マッカチン企画 |              |
| MAGNET LOVE          | 8月25日 | みくPai！ | 初音ミク                     | by IMA☆YOU P ＆銀河ドロップス |              |
| トゥルルンテレフォン | 8月25日 | みくPai！ | 初音ミク＆鏡音リン＆巡音ルカ | by IMA☆YOU P ＆マッカチン企画 |              |
| プロペラ             | 8月25日 | みくPai！ | 初音ミク＆鏡音リン・レン     | by IMA☆YOU P ＆銀河ドロップス |              |

### その他の楽曲
- Mangetsu No Okite (2004年6月28日) - ドイツのソニーより発売、オムニバスCD『Animission』に収録
- ABBA (2009年1月21日) - Remixアルバム『RE:ELECTRO CHIX Greatest Artists & Melodies Remixes included』に収録
- SIGNAL (2009年12月29日) - 架空のアニソンのヒットチャート『空想活劇』に収録
- Nee：Covered from MAYUMI YAMAZAKI (2012年5月23日) - iTunes配信。2012年6月1日のライブ時に30枚限定販売のCDに収録。
- 月夜雛 / サヨナラの果 (2012年8月9日) - 東方アレンジサークル「UnderseaGirl」制作CD「One'」に2曲収録
- ＊＊Mystic Sky＊＊ (2012年8月11日) - 東方アレンジサークル「鶫」制作CD「Major ignition」に収録
- Silent / 千夜の月が綺麗でも、もう願いは叶わない。 (2012年12月30日) - 東方アレンジサークル「鶫」制作CD「Ark dark half」に2曲収録
- Clap Line (2013年5月26日) - 東方アレンジサークル「鶫×Adam Kadomon」制作CD「PHONOGRAPH」に収録
- UnderseaGirl (2013年10月13日) - 東方アレンジサークル「サリー」制作オムニバスCD「サリーPresentsプレイリスト①」に収録
- My Flying Jet (2015年12月1日) - ぽらぽら。とのコラボCD『ぽらぽら。× collaporation Compilation』に収録
- メガネ my boy(Acoustic Ver.)（2016年10月5日）-ライブハウス「大塚Hearts＋」主催コンピレーションアルバム「Heartsful Compilation 2」に収録
- Yell 2020 (2020年7月27日) - CUTIEPAIが初となるデジタル配信限定曲 [5]

### 楽曲提供
- まゆちゃん、森沢音、中澤優子ユニット「Cu+Be」に3曲楽曲提供（作詞・作曲）
  - 同ユニットにきわサン振り付け担当。
- 「勝ち抜き!アイドル天国!!ヌキ天-ヌキフェス」オリジナル曲「星屑ロマンス」まゆちゃん楽曲提供（作詞・作曲）
  - 同楽曲は2012年6月5日発売のオムニバスCD「Ultimate!! Girls Revolution3」にメトロポリちゃんVによるカバーバージョン「星屑ロマンス -ハイパーRemixエフェクターボイスVer.-」が収録された。
  - 2013年1月13日にCutie Paiオリジナル楽曲として初めてCD化された（ライブ・イベント会場限定販売）。
- 岡山県のご当地アイドルユニット「my♪ラビッツ」に3曲楽曲提供（作詞・作曲）
  - うち1曲は自身の楽曲「トゥルルンテレフォン」のリメイク版。
  - 同ユニットのサウンドプロデューサーであるCANDLESとは、「Tokyo eleport」等のライブ・イベントで度々共演している。

### DVD・CD-R
- キャンディトレイン準急 (2005年4月15日)

- Cutie Pai COLLECTION LIVE DVD Vol.001 (2012年9月2日) ライブイベント「Happy Smile Showcase」で販売。

## 出演

### テレビ
- J:COM「八波一起の街ネタ！ワイド」 (2010年11月9日)
- テレビ愛知「3時のつボッ！」 (2011年9月1日)
- 福井県TVCM「さばえめがねまつり2012」 (2012年9月)
- J:COM「いまどこ！？イレブン」 (2014年2月18日、4月6日)
- フジテレビ系列「おじゃマップ」 (2014年6月18日)
- NHK BSプレミアム「CATVネットワーク」 (2014年6月28日)
- J:COM「都市伝説　タワシおじさんを探せ！大山ＴＶ ＶＳ ジモトピ板橋」 (2014年8月1日)
- フジテレビ「クリエイター創出ドキュメント ムチャブリ！スタンパー！！」 (2014年11月2日)
- TBS系列「WADAIの王国」 (2014年11月6日)
- NHK BSプレミアム「ニッポンぶらり鉄道旅」 (2014年12月18日)
- J:COM「駅なび -ちょい盛り-」 (2015年3月3日)
- テレビ朝日「お願い！モーニング」 ハピGetYou!! ダンス動画の紹介 (2015年3月4日)
- J:COM「東京生テレビ」 (2015年7月9日)
- 日本テレビ「上田晋也の日本メダル話」 (2016年2月19日)

### インターネット番組
- Ustream アイドル音楽番組「A.I.S.A」 (2011年5月18日)
- アメーバスタジオ CANDLES CDリリーストークイベント (2012年5月31日)
- Ustream 「サマソニ追い込みUST」 (2012年6月25日)
- 秋葉原＠TV「あっ！とおどろく★秋葉原 アイドルコレクション」 (2012年7月15日)
- ニコニコ生放送「楳図かずおだけど、質問ある？」 (2012年7月20日)
- ニコニコ生放送「しぶはら★ニコ生 アイドルコレクション」 (2012年8月3日)
- ニコニコ生放送「しぶはら★ニコ生 アイドルコレクション -冬だ！メリクリ！ワッショイショイ！！阿鼻叫喚アイドル涅槃変- アイコレ冬の陣2012」 (2012年12月22日)

### ラジオ
- FM西東京 teknohauswt 内「ELEKTEL's Lounge」 不定期出演 (2011年2月3日～3月17日)
- かわさきFM「BIG TIME SHOW!! メトロポリス」 アシスタントとして不定期出演 (2011年10月28日～2012年7月27日)
- FM FUJI「GIRLS×GIRLS×GIRLS=RED ZONE= 『C-Lip★LAND』」 (2012年3月2日)
- 下北FM「Shimokita Indies Juke!」 月1回アシスタントとして出演 (2012年8月23日～11月22日)
- J-WAVE「POP UP」 ハッピーロード大山商店街の紹介 (2015年7月7日)

### 雑誌・新聞
- 夕刊フジ 西日本版「萌えキュンダイアリー」 (2010年11月2日・16日発売)
- ムック本「W100 LIVEアイドル」 (2010年11月30日発売)
- ネット記事 メンズサイゾー「アイドル音楽評～私を生まれ変わらせてくれるアイドルを求めて～ 第22回」 (2011年1月5日掲載)
- ケイ・ライターズクラブ「rec」 Vol.3 (2012年4月6日発売)
- エムオン・エンタテインメント「WHAT'S IN?」 2012年6月号 (2012年5月14日発売)
- MUSIC MAGAZINE「アイドル・ソング・クロニクル 2002-2012」 (2012年9月20日発売)

### ゲーム
- スマホリズムゲーム「GROOVE CATCH」 数曲楽曲収録 (2012年8月30日配信開始)